# Тополь юнаньский
То́поль юна́ньский (лат. Populus yunnanensis) — деревянистое растение, вид рода Тополь (Populus) семейства Ивовых (Salicaceae).
Произрастает в горных лесах на высоте 1 300—3 700 м. Распространён в Китае — провинции Гуйчжоу, Юньнань и Сычуань.

## Ботаническое описание
Дерево высотой около 20 м. Побеги голые, ребристые, коричневого цвета.
Почки голые, клейкие. Листья эллиптически-яйцевидной формы, заострённые к верхушке, городчатые, основание листа широко-клиновидное. Длина листьев 6—15 см, наибольшая ширина чуть ниже середины. Цвет ярко-зелёный сверху и беловатый снизу. Черешок достигает в длину 5—25 мм, красного цвета. Серединные жилки также красного цвета.
Мужские серёжки составляют в длину 12—20 см, женские — 10—15 см Тычинок 20—40.
Коробочки трёх- или четырёхстворчатые.
Цветение длится с апреля по май. Плодоносит в мае.

## Классификация
Вид Тополь юнаньский входит в род Тополь (Populus) семейство Ивовые (Salicaceae).
|  |                  |  |                     |                          |                  |  | класс Однодольные | класс Однодольные                                    |                                                      |  |  |  | ещё 36 семейств (согласно Системе APG II) | ещё 36 семейств (согласно Системе APG II) |  |  |  |  | ещё около 30 видов | ещё около 30 видов |
|  |                  |  |                     |                          |                  |  | класс Однодольные | класс Однодольные                                    |                                                      |  |  |  | ещё 36 семейств (согласно Системе APG II) | ещё 36 семейств (согласно Системе APG II) |  |  |  |  | ещё около 30 видов | ещё около 30 видов |
|  |                  |  |                     | отдел Цветковые растения |                  |  |                   |                                                      | порядок Мальпигиецветные                             |  |  |  |                                           | род Тополь                                |  |  |  |  |                    |                    |
|  |                  |  |                     | отдел Цветковые растения |                  |  |                   |                                                      | порядок Мальпигиецветные                             |  |  |  |                                           | род Тополь                                |  |  |  |  |                    |                    |
|  | царство Растения |  |                     |                          | класс Двудольные |  |                   |                                                      | семейство Ивовые                                     |  |  |  | вид Тополь юнаньский                      |                                           |  |  |  |  |                    |                    |
|  | царство Растения |  |                     |                          |                  |  |                   |                                                      |                                                      |  |  |  |                                           |                                           |  |  |  |  |                    |                    |
|  |                  |  | ещё около 21 отдела | ещё около 21 отдела      |                  |  |                   | ещё 36 порядков двудольных (согласно Системе APG II) | ещё 36 порядков двудольных (согласно Системе APG II) |  |  |  | ещё 56 родов                              | ещё 56 родов                              |  |  |  |  |                    |                    |
|  |                  |  |                     | ещё около 21 отдела      |                  |  |                   |                                                      | ещё 36 порядков двудольных (согласно Системе APG II) |  |  |  |                                           | ещё 56 родов                              |  |  |  |  |                    |                    |